# Лейшманиоз

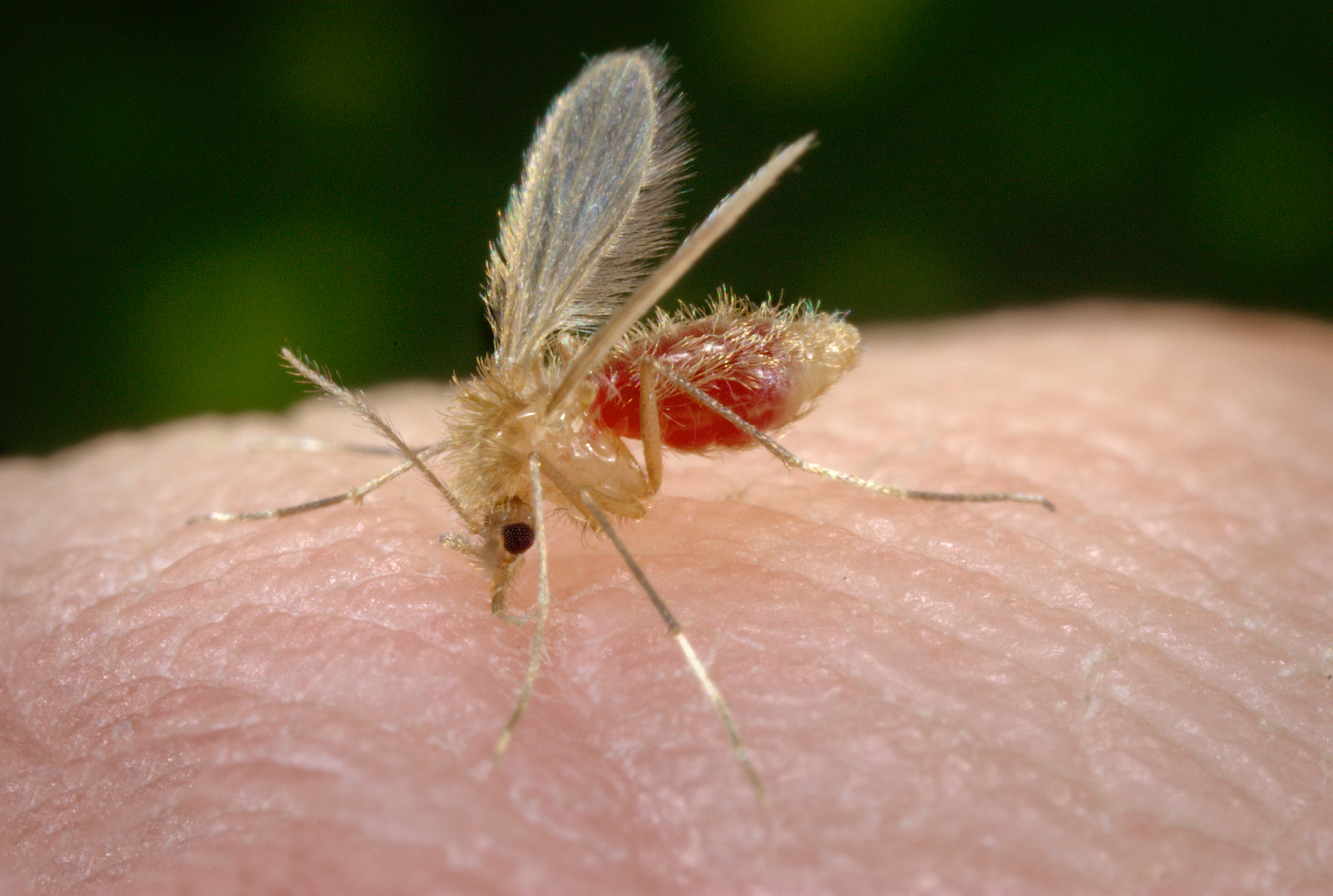
Москит вида Phlebotomus papatasi

Лейшманиозы (от имени У. Лейшмана, лат. Leishmaniasis) — группа паразитарных природно-очаговых, в основном зоонозных, трансмиссивных заболеваний, распространенных в тропических и субтропических странах; вызывается паразитирующими простейшими рода Leishmania, которые передаются человеку через укусы москитов из рода Phlebotomus в Старом Свете и из рода Lutzomyia в Новом Свете. Существует три основные формы этого заболевания: висцеральный лейшманиоз, или кала-азар, при котором поражаются органы ретикуло-эндотелиальной системы, кожный лейшманиоз, при котором поражаются кожа и подкожные ткани, и слизисто-кожный лейшманиоз. Кожный лейшманиоз, в свою очередь, имеет несколько различных форм, в зависимости от места поражения, вида простейших, которые вызвали развитие болезни, и состояния хозяина. В Старом Свете он чаще всего проявляется в виде изъязвляющихся папул. В Америке существуют несколько разновидностей кожного лейшманиоза, известных под местными названиями (например, язва каучуковая, эспундия). Для лечения лейшманиозов применяются препараты пятивалентной сурьмы.
В рамках проекта добровольных распределённых вычислений World Community Grid работает подпроект Drug Search for Leishmaniasis по поиску препарата для лечения этого заболевания.
13 сентября 2017 года группа учёных из США и Бразилии объявила об успехах в создании прототипа вакцины от лейшманиоза.
По данным Всемирной организации здравоохранения, лейшманиозы встречаются в 88 странах Старого и Нового Света. Из них 72 относятся к развивающимся странам, а среди них тринадцать являются беднейшими странами мира. Висцеральный лейшманиоз встречается в 65 странах.
По данным Всемирной Организации Здравоохранения лейшманиозы относятся к группе забытых болезней.

## Этиология
Возбудителями лейшманиозов человека являются около двадцати видов лейшманий. Все лейшманиозы, за исключением кожного лейшманиоза, вызываемого Leishmania tropica, и висцерального лейшманиоза, вызываемого L. donovani, являются зоонозами. Впервые возбудителя Лейшманиоза (кожного) открыл в 1898 году в Ташкенте П. Ф. Боровский.

## Патогенез
Промастиготы лейшманий размножаются в пищеварительном канале самок москитов. Приблизительно через неделю инфекция распространяется до верхних отделов пищеварительного канала москита, и паразиты блокируют просвет канала своими телами и секретируемым ими гелем. Когда самка кусает потенциального хозяина, она выделяет в кожу свою слюну. Самка с блокированным пищеварительным каналом не может глотать, и у неё возникают спастические движения, в результате которых она отрыгивает промастиготы в ранку на коже хозяина.
В среднем во время укуса инфицированным москитом в кожу попадает 100—1000 промастигот. В лабораторном эксперименте было показано, что в большинстве случаев количество промастигот было меньше 600, но примерно в четверти случаев оно превышало тысячу, а иногда доходило и до ста тысяч.
Первыми на место повреждения прибывают полиморфоядерные нейтрофилы, которые фагоцитируют паразитов. Внутри нейтрофилов лейшмании не размножаются и не превращаются в амастиготы. Затем, когда нейтрофилы переходят в фазу апоптоза, они уничтожаются макрофагами, и лейшмании проникают в макрофагов, не вызывая иммунного ответа. Макрофаги являются основными клетками-хозяевами лейшманий в организме млекопитающих. Внутри макрофагов лейшмании трансформируются во внутриклеточную морфологическую форму — амастиготы.
Внутри макрофага лейшмании заключены в так называемые «паразитифорные вакуоли», которые образуются от слияния первичной фагосомы с лизосомами и эндосомами. В них промастиготы трансформируются в амастиготы. При этом происходят изменения в морфологии — продолговатые промастиготы с длинным жгутиком превращаются в овальные амастиготы с коротким жгутиком, в метаболизме, чтобы приспособиться к кислой среде, и в биохимическом составе мембраны. Трансформация занимает от двух до пяти дней. Амастиготы способны выживать в кислой среде этих вакуолей и питаться их содержимым. Внутри вакуоли амастиготы размножаются: каждый цикл размножения занимает около 24 часов.
При кожном лейшманиозе инфильтрат образуется в коже и содержит преимущественно макрофаги, а также лимфоидные клетки и немного плазматических клеток. При висцеральном лейшманиозе очаги инфекции образуются в органах ретикуло-эндотелиальной системы.

## Эпидемиология

Потери лет здоровой жизни на 1 млн населения на 2012

Обобщённая схема жизненного цикла лейшманий и эпидемиологических циклов лейшманиозов

Лейшманиозы относятся к природно-очаговым заболеваниям. Распространение лейшманиозов совпадает с ареалом переносчиков — москитов. Заболевание встречается в 88 странах, преимущественно тропическом и субтропическом климате (66 стран в Новом Свете и 22 в Старом Свете). Около 12 миллионов человек страдают от лейшманиозов. Каждый год заболевает около двух миллионов человек, а примерно 350 миллионов живут в зонах риска. Приведённые цифры, возможно, недооценивают размер проблемы, потому что лейшманиозы распространены в основном в наиболее отсталых районах, где нет возможности распознать болезнь, и далеко не все распознанные случаи болезни регистрируются, потому что лейшманиозы подлежат обязательной регистрации лишь в 33 странах из 88. Во всех случаях, когда проводилось активное обследование групп населения в эндемических районах, заболеваемость оказывалась выше, чем считалось ранее.
В зависимости от источника инфекции, лейшманиозы делятся на:
- Антропонозные, в которых источником заражения служит только человек, от которого могут заражаться москиты. К таковым относятся L. tropica и L. donovani. От москитов болезнь может иногда передаваться и другим животным, но они не являются источниками инфекции для москитов.
- Зоонозные, в которых источником инфекции являются животные — пустынные и полупустынные грызуны подсемейства песчанковых для L. major, ленивцы, дикобразы и некоторые другие млекопитающие для южноамериканских видов, псовые для L. infantum (chagasi).

## Клинические формы
Различают кожную, слизисто-кожную и висцеральную формы инфекции.
- Кожная (локализованная или диффузная) форма в Старом Свете вызывается в основном видами L. major, L. tropica и L. aethiopica (реже — L. donovani[15] и L. infantum[16][17]), а в Новом — L. mexicana и L. (Viannia) braziliensis. Около 90 % случаев кожного лейшманиоза регистрируется в Афганистане, Бразилии, Иране, Перу, Саудовской Аравии и Сирии[13]. Вызывает повреждения кожи, главным образом язвы, на открытых участках тела, после которых на всю жизнь остаются шрамы, тяжелая инвалидность или стигма.

- Слизисто-кожная инфекция начинается как реакция на укус, в осложнённых случаях может распространяться на слизистые оболочки, вызывая сильные деформации (особенно лица). В редких случаях, при вовлечении в процесс дыхательных путей, может приводить к смерти[18]. Виды, вызывающие её, распространены лишь в Новом Свете: L. amazonensis, L. (Viannia) braziliensis[3].

- Висцеральные инфекции известны под различными местными названиями, например кала-азар[19][20]. Признаками висцеральной инфекции являются лихорадка, увеличение печени и селезёнки, а также анемия. Вызывается в Старом Свете L. donovani и L. infantum, в Новом — L. chagasi (infantum). Около 90 % случаев висцерального лейшманиоза регистрируется в Индии, Бангладеш, Непале, Судане, Эфиопии и Бразилии[18].

## Лечение
- Липосомальный амфотерицин B — висцеральная форма.
- Милтефозин — все формы.